# آنتانانامبو
آنتانانامبو (به لاتین: Antananambo) یک منطقهٔ مسکونی در ماداگاسکار است که در بخش آنتالاها واقع شده‌است. آنتانانامبو ۱۸٬۲۳۲ نفر جمعیت دارد.